# 창천중학교
창천중학교(滄川中學校)는 대한민국 서울특별시 마포구 노고산동에 있는 공립 중학교이다.

## 학교 연혁
- 2008년 7월 16일 : 창천중학교 설립 인가
- 2009년 4월 1일 : 공립중학교로 개교(남 3학급, 여 2학급, 특수 1학급)
- 2009년 4월 1일 : 초대 양동수 교장 취임
- 2009년 3월 2일 : 제1회 입학식(6학급)
- 2012년 2월 10일 : 제1회 졸업식(남 67명, 여 48명 총 115명)
- 2021년 3월 1일 : 제4대 신희국 교장 취임
- 2023년 1월 4일 : 제12회 졸업식 (남 46명, 여 64명 계 110명)
- 2023년 3월 2일 : 제15회 입학식(6학급 119명)

## 참고 자료
- 창천중학교 - 한국교육학술정보원 학교알리미